# Society of St. Andrew
La Society of St. Andrew (Société de Saint André, SoSA) est une société américaine de bienfaisance populaire, sans but lucratif, œuvrant dans le secours contre la faim.

Cette organisation, basée sur la foi chrétienne, mais travaillant avec toutes les confessions, a été fondée en 1979. Elle s'est donné pour mission de rapprocher d'une part les quelque 44 millions de tonnes d'aliments perdus chaque année aux États-Unis et d'autre part les quarante millions d'Américains qui vivent dans la pauvreté. 
Sosa compte sur le soutien des donateurs, des bénévoles et des agriculteurs pour glaner après la récolte les produits en excédent dans les champs et les remettre par l'intermédiaire d'agences de secours aux nécessiteux dans l'ensemble des États-Unis.
L'action de la Society of St. Andrew est structurée en plusieurs programmes innovants et rentables, tels que le Potato Project (Projet Pomme de terre), le Gleaning Network (Réseau de glanage), la Harvest of Hope (Récolte de l'espoir) et le the Seed Potato Project (Projet Semence de pomme de terre).
Le glanage est une pratique d'origine biblique de ramassage des restes de cultures abandonnés dans les champs après la récolte.
Le personnel de la Society of St. Andrew coordonne l'action de volontaires, de producteurs, et d'agence de distribution pour fournir, grâce au glanage, de la nourriture aux personnes souffrant de la faim.  
Chaque année, des dizaines de milliers de volontaires bénévoles se rassemblent dans la campagne pour glaner les denrées laissées dans les champs et les vergers de manière qu'elles se retrouvent sur la table des nécessiteux plutôt qu'aux déchets.